# Heinola
Heinola este o comună din Finlanda, situată în regiunea Päijänne Tavastia. Este cunoscută mai ales pentru faptul că găzduiește în fiecare vară Campionatul mondial de anduranță la saună.

## Personalități născute aici
- Matti Louhivuori (1928-1977), cântăreț